# امیلیو بنفل الوارز
 امیلیو بنفل الوارز (انگلیسی: Emilio Benfele Álvarez؛ زادهٔ ۱۵ نوامبر ۱۹۷۲) یک تنیس‌باز اهل اسپانیا است.